# Orelanin
Orelanin je nefrotoksin (ledvični strup), ki se nahaja v številnih vrstah gob, zlasti iz družine koprenk (doslej so ga našli v 34 vrstah gob iz te družine). V svoji kemijski strukturi vsebuje nenavadni bipiridinski skelet ter sodi med fenole in heterociklične spojine.

## Toksičnost
Strupenost bipiridinskih molekul, ki vsebujejo pozitivno nabit dušik, je bila ugotovljena že preden so pojasnili strukturo orelanina. Takšne spojine se udeležujejo pomembnih redoks reakcij v organizmu in jih motijo. Pri tem nastajata peroksid in superoksid; zlasti slednji nevarno poškoduje celice. Najverjetneje tudi orelanin deluje po tem mehanizmu, čeprav povezava med redoks reakcijami in poškodbami ledvic še ni popolnoma pojasnjena. 
Za zastrupitev z orelaninom je pri človeku značilna dolga latentna doba. Prvi simptomi zastrupitve se običajno pojavijo šele po 2–3 dneh po zaužitju ter lahko trajajo do treh tedneh. Prvi simptomi so nespecifični: navzeja, bruhanje, bolečine v trebuhu, glavobol, bolečine v mišicah ... Nato sledijo prvi znaki ledvične poškodbe: močna žeja, obilno mokrenje, bolečine v ledjih) ter nato zmanjšano ali povsem zavrto mokrenje. Če se bolnik ne zdravi, sledi smrt. 

## Zdravljenje
Protistrup ni znan. Terapija temelji zlasti na antioksidantih in kortikosteroidih. Dovolj hitra hospitalizacija lahko prepreči hujšo ledvično poškodbo ter običajno prepreči smrt.